# Schloss Waplitz

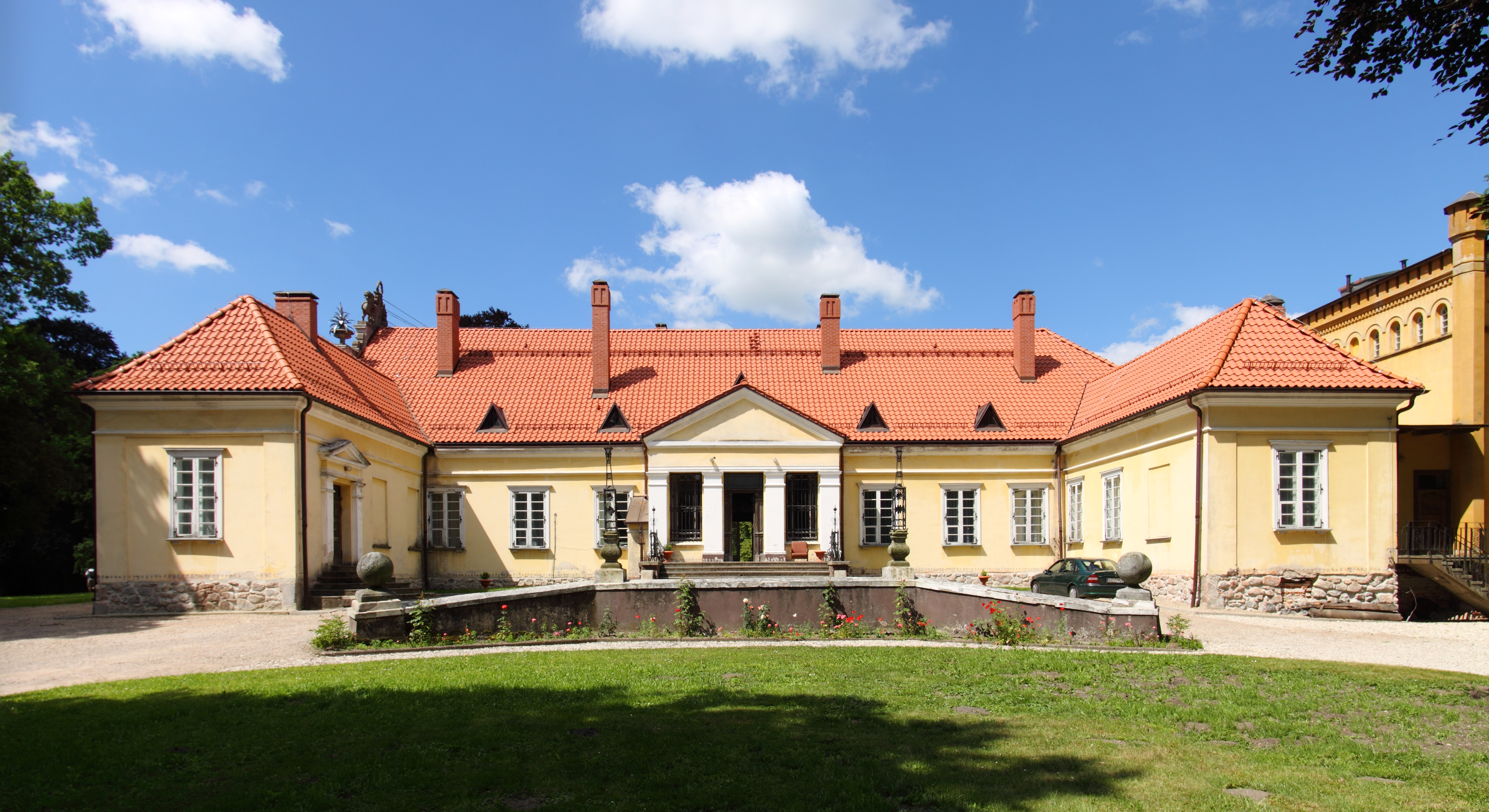
Schloss Waplitz

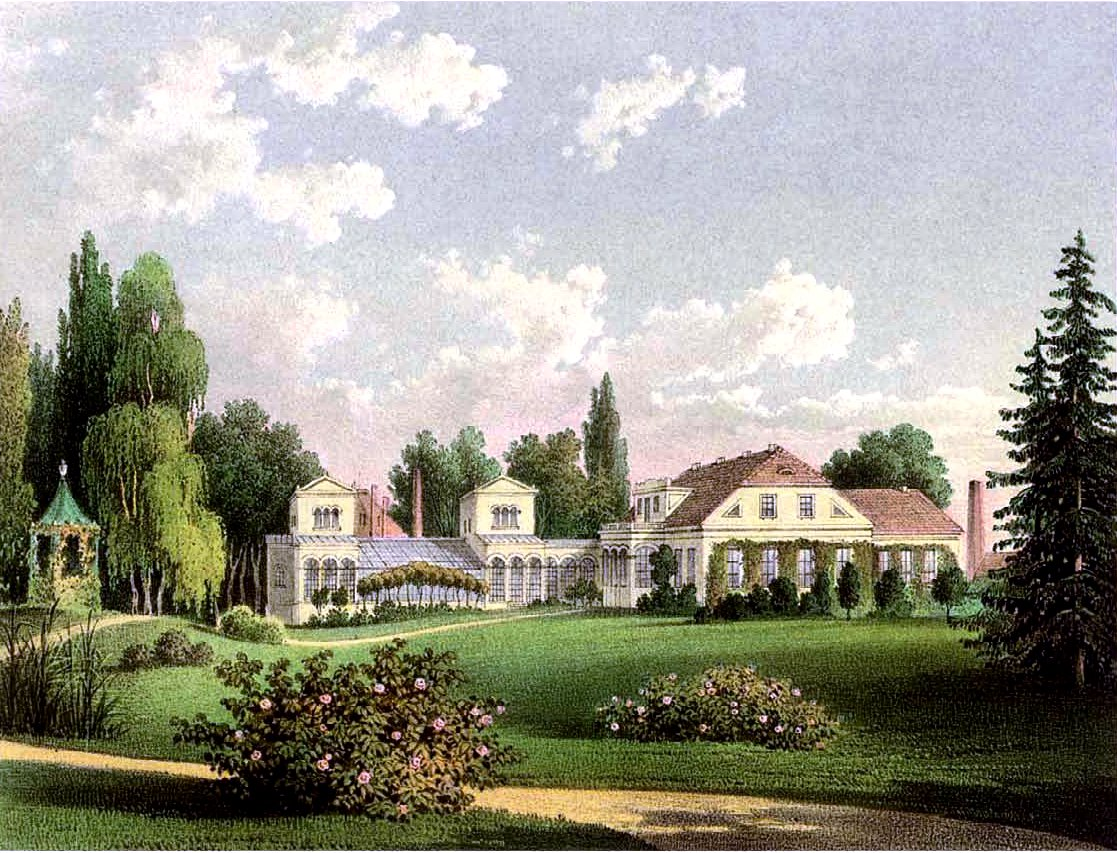
Gut Waplitz, Sammlung Duncker

Das Schloss Waplitz (polnisch Pałac Sierakowskich w Waplewie Wielkim) befindet sich im heute polnischen Waplewo Wielkie.

## Geschichte
Die Waplitzschen Güter gehen auf die Ordenszeit zurück. Der Ortsname erscheint erstmals in drei Handfesten des 14. Jahrhunderts als Wapils. Im 15. Jahrhundert ist Segenand von Wapils, ein Ritter des Deutschen Ordens belegt. Unter den früheren Besitzern waren auch die Zawadzski. Im Jahr 1760 erwarb der polnische Kammerherr Sieradkowski das Gut. Das schlichte Herrenhaus wurde im 18. Jahrhundert erbaut und um 1850 wurde das Ensemble mit einem Gewächshaus versehen.
Nach der polnischen Übernahme Hinterpommerns 1945 wurde das Anwesen von der Staatlichen Zuchtstätte für Rassehunde genutzt. In den 1970er Jahren wurde das Gebäude einer umfassenden Renovierung unterzogen. Seit 2006 ist im Schloss eine Zweigstelle des Nationalmuseums Danzig, das Museum der polnischen Adelstradition (Muzeum Tradycji Szlacheckiej ) untergebracht.

## Bauwerk
Der einstöckige Bau auf rechteckigem Grundriss hat nach Osten zwei Flügelbauten. Die Vorderfront ist durch einen Mittelrisalit betont. Der hintere zweistöckige Teil des Gebäudes wurde neoklassizistisch umgestaltet.